# 샵카트 미르지요예프
샵카트 미로모노비치 미르지요예프(우즈베크어: Shavkat Miromonovich Mirziyoyev, 러시아어: Шавка́т Миромо́нович Мирзиёев 샤브카트 미로모노비치 미르지요예프[*], 문화어: 샤브까뜨 미르지요예브, 1954년 7월 24일~) 또는 샵카트 미로몬 오글리 미르지요예프(우즈베크어: Shavkat Miromon o‘g‘li Mirziyoyev)는 우즈베키스탄의 정치인으로 제2대 우즈베키스탄 대통령이다.
2003년부터 2016년까지 우즈베키스탄 총리를 지냈고 2016년 9월 8일부터 12월 14일까지 대통령 권한대행직을 지냈다. 2016년 12월 4일에 실시된 대통령 선거에 출마하여 우즈베키스탄 대통령에 당선되었고 12월 14일 취임식 이후 정식 대통령 업무를 시작했다.

## 생애

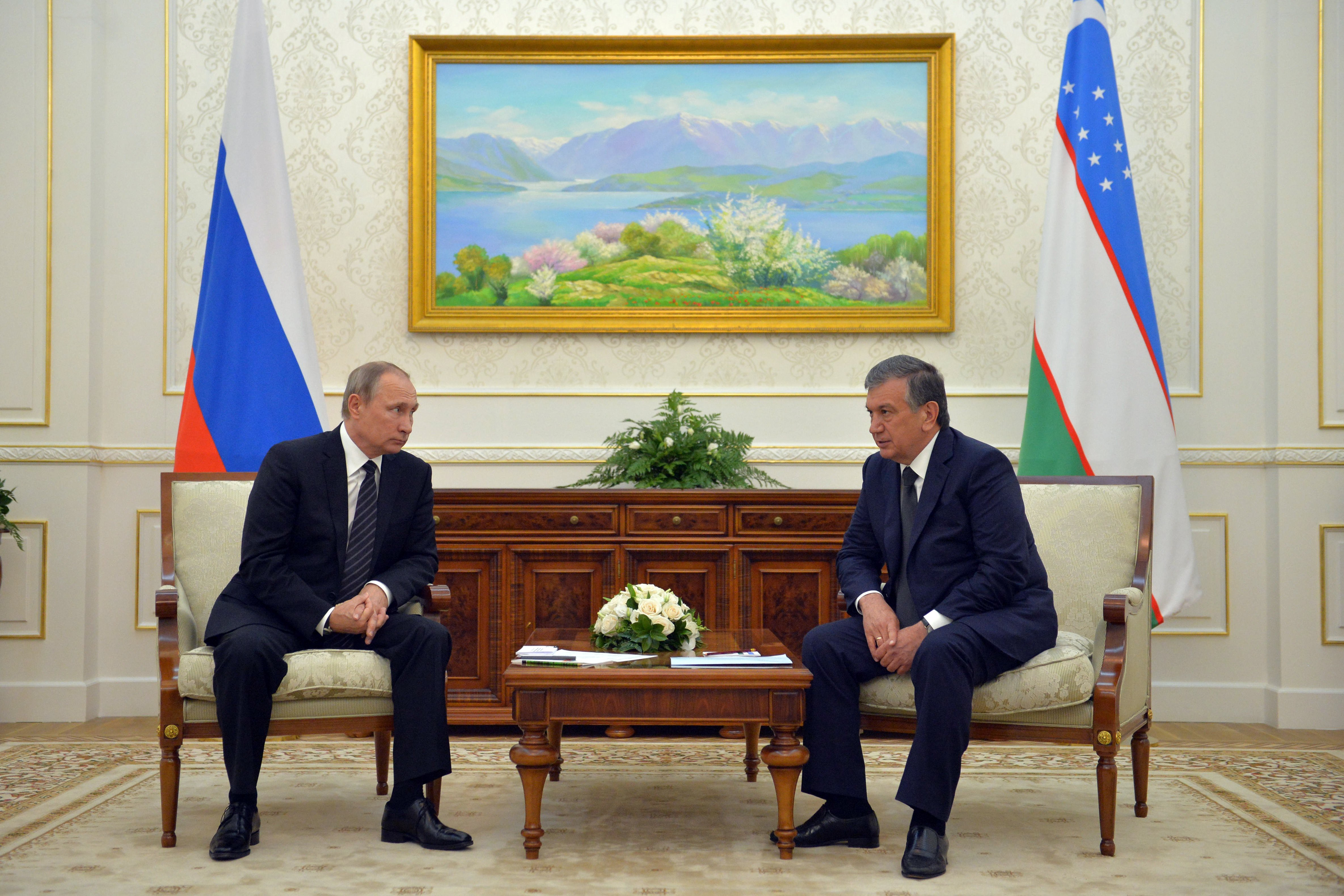
블라디미르 푸틴 러시아 연방 대통령과 회담하는 샵카트 미르지요예프 당시 우즈베키스탄 공화국 총리(2016년 9월 6일)

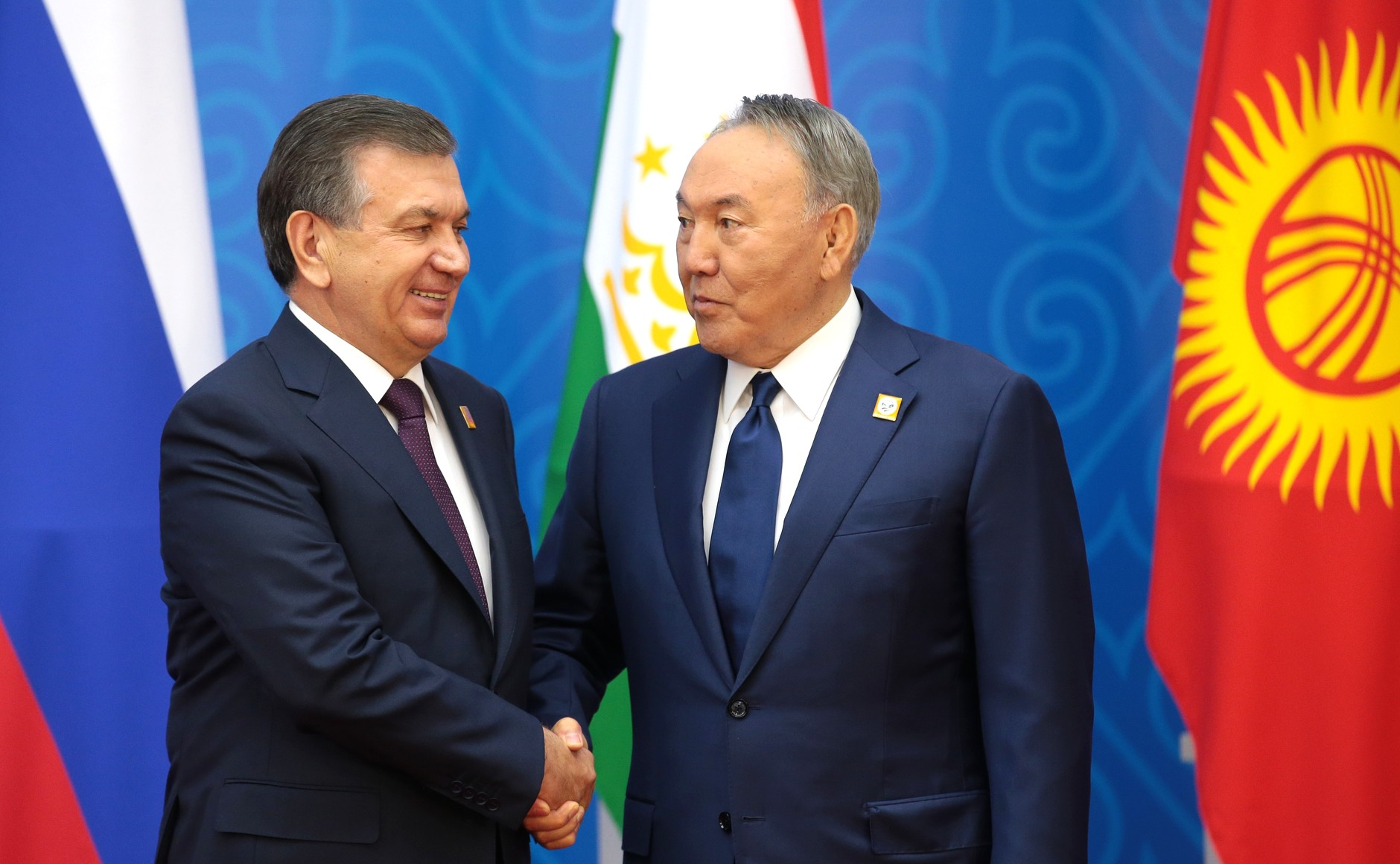
누르술탄 나자르바예프 대통령과 만나는 미르지요예프

1957년 7월 24일 지자흐주에서 출생하였다. 주요 학력으로 1981년 타슈켄트 관개·농업기계화대학교를 졸업하였다. 주요 경력 사항은 1981년~1989년간 타슈켄트 관개·농업기계화대학교 교수 및 부총장을 지냈으며, 1990년 우즈베키스탄 소비에트사회주의 공화국 최고 소비에트 의원을 시작하여 1999년까지 최고회의 의원직을 유지하였다. 1992년~1996년 타슈켄트 주 미르조-울루그베크구 구청장을 거쳐 1996년~2001년 지자흐 주(州) 주지사, 2001년~2003년 사마르칸트 주(州) 주지사를 역임하였다. 2003년 12월 이슬람 카리모프 정부의 총리로 임명되어 2016년 12월 14일까지 재임하였다. 2016년 9월 이슬람 카리모프 대통령 서거로 인해 대통령 권한대행직을 수행 하였다. 2016년 12월 대통령 선거에 출마 선언했다. 2016년 12월 4일 우즈베키스탄 대통령 선거에 88.6% 득표율에 압도적인 과반으로 당선되었다.
2017년 샵카트 미르지요예프 대통령은 대한민국과 우즈베키스탄 공화국의 25주년 수교를 계기로 국빈으로서 대한민국을 방문하였다. 문재인 대한민국 대통령은 우즈베키스탄 공화국은 중앙아시아의 중심국가이고 유라시아대륙의 심장에 위치하는 국가이며 샵카트 미르지요예프 대통령은 사람 중심의 정치를 행하는 자신의 국정철학과 닮은 대한민국 대통령이라고 칭찬하며 앞으로도 양국의 우정이 오래가길 희망한다고 밝혔고 샵카트 미르지요예프 대통령은 자신의 손녀가 대한민국 거주 경험이 있어 한국말을 잘 한다고 화답하며 대한민국-우즈베키스탄 공화국 양국의 오랜 우정을 확인하였다.

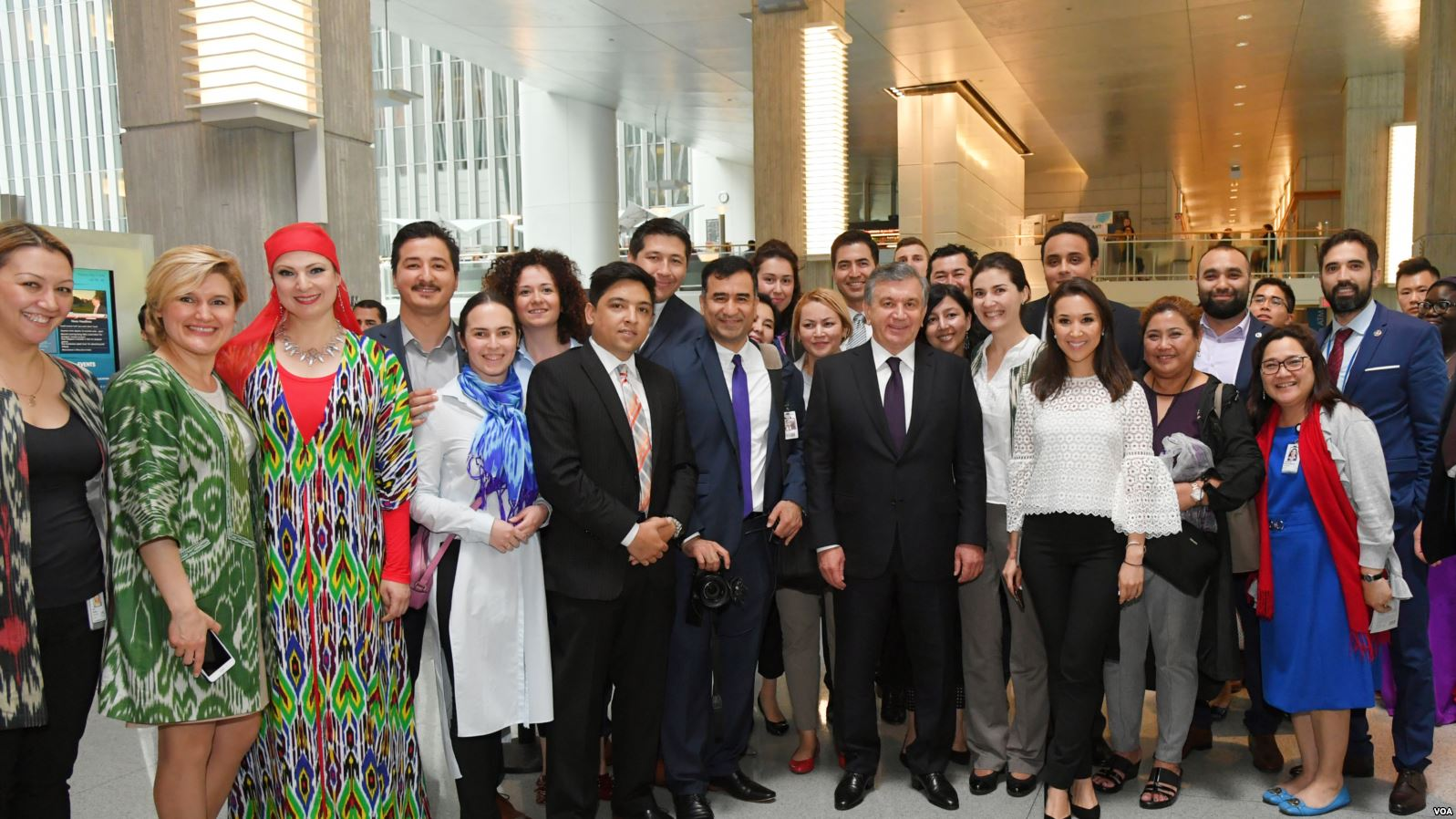
미국에 있는 우즈베키스탄 교민들과 만나는 모습

2018년 현재 우즈베키스탄이 정치범 석방·고문 퇴출·민간사찰기관 봉인·인권변호사 장려 등 인권 개혁에 힘을 쓰이고 있으며, 우즈베키스탄의 경제 개방·개혁에도 힘을 쓰고 있어 앞으로 우즈베키스탄의 경제에 큰 기대를 받고 있는 대통령이다.
2021년 10월 24일에 치러진 대통령 선거에서 미르지요예프 대통령이 80.31% 득표율을 얻어 재선에 성공했다.

## 역대 선거 결과
| 선거명      | 직책명                | 대수 | 정당                    | 득표율 | 득표수       | 결과 | 당락 |
| ----------- | --------------------- | ---- | ----------------------- | ------ | ------------ | ---- | ---- |
| 2016년 선거 | 우즈베키스탄의 대통령 | 2대  | 우즈베키스탄 자유민주당 | 88.61% | 15,906,724표 | 1위  |      |
| 2021년 선거 | 우즈베키스탄의 대통령 | 2대  | 우즈베키스탄 자유민주당 | 80.31% | 12,988,964표 | 1위  |      |
| 2023년 선거 | 우즈베키스탄의 대통령 | 2대  | 우즈베키스탄 자유민주당 | 87.05% | 13,625,055표 | 1위  |      |

## 참고 자료
- 위키미디어 공용에 샵카트 미르지요예프 관련 미디어 분류가 있습니다.
- Government of Uzbekist'on 공식 정부 웹사이트
- (영어) 샵카트 미르지요예프 - 대통령 공식 웹사이트
- (영어) 샵카트 미르지요예프 - 공식 트위터
- (영어) 샵카트 미르지요예프 - 공식 페이스북 계정